# Phủ Tổng thống Trung Hoa Dân Quốc
Phủ Tổng thống Trung Hoa Dân Quốc là cơ quan giúp việc cho Tổng thống Trung Hoa Dân Quốc, Phó tổng thống Trung Hoa Dân Quốc, đảm trách các công việc hành chính sự vụ của Tổng thống, Phó tổng thống. Phủ Tổng thống được thành lập ngày 20 tháng 5 năm 1948, tiền thân là cơ quan Chính phủ Quốc dân.

## Lược sử
Sau khi chính quyền Trung Hoa Dân Quốc tuyên bố thành lập, chính phủ lâm thời Nam Kinh đã đặt phủ Tổng thống tại phủ Tổng đốc Lưỡng Giang trước kia. Sau khi Viên Thế Khải nhậm chức Đại tổng thống lâm thời, đã cho dời phủ Tổng thống về Bắc Kinh. Ban đầu phủ Tổng thống được đặt trong công thự của Bộ Lục quân và Bộ Hải quân trước đây của nhà Thanh. Sau đời về Phong Trạch Viên ở Trung Nam Hải và phủ Thuần Thân vương của nhà Thanh. Những năm sau đó, nơi đây đều được Chính phủ Bắc Dương sử dụng làm phủ Tổng thống cho đến khi Quốc dân Đảng chiếm được Bắc Kinh.
Năm 1917, Tôn Trung Sơn hợp tác với quân phiệt Trần Quýnh Minh, thành lập chính phủ quân sự Quảng Đông, giữ chức Đại nguyên soái Lục Hải quân. Phủ Đại nguyên soái ban đầu đặt ở Quan Âm sơn. Sau sự biến năm 1922, nơi này bị thiêu hủy. Tháng 3 năm 1923, Đại bản doanh Đại nguyên soái được đặt tại Xưởng cement Quảng Đông.
Sau khi Tôn Trung Sơn qua đời, phủ Đại nguyên soái cải tổ thành Quốc dân Chính phủ. Tháng 9 năm 1926 dời về Vũ Hán. Năm 1927, xảy ra sự kiện Ninh Hán phân liệt, bộ phận Quốc dân Chính phủ do Uông Tinh Vệ lãnh đạo vẫn ở lại Vũ Hán. Một bộ phận khác theo Tưởng Giới Thạch thành lập Quốc dân Chính phủ ờ Nam Kinh. Khi chiến tranh Trung Nhật nổ ra, Quốc dân Chính phủ Nam Kinh dời lên Trung Khánh cho đến hết chiến tranh lại dời về Nam Kinh.
Ngày 20 tháng 5 năm 1948, Tổng thống Tưởng Giới Thạch và Phó tổng thống Lý Tông Nhân tuyên bố nhậm chức chính thức theo Hiến pháp; cùng ngày, cơ quan quyền lực tối cao là Chính phủ Quốc dân cũng được cải tổ thành Phủ Tổng thống, trở thành cơ quan giúp việc cho Tổng thống, Phó tổng thống; đứng đầu là một Bí thư trưởng.
Năm 1949, chính quyền Trung Hoa Dân Quốc dời ra Đài Loan. Phủ Tổng đốc Đài Loan thời Nhật chiếm đóng được sử dụng làm Phủ Tổng thống Trung Hoa Dân Quốc cho đến tận ngày nay.

## Tổ chức

### Biên chế nhân viên
Lãnh đạo
- Bí thư trưởng: 1 người
- Phó bí thư trưởng: 2 người
- Phát ngôn viên: 1 người
- Phó phát ngôn viên: 1 người

Quân sự
- Thị vệ trưởng (hàm Trung tướng): 1 người
- Phó thị vệ trưởng (hàm Thiếu tướng): 1 người
- Tổ trưởng, Phó tổ trưởng: 4 người
- Sĩ quan tùy tùng: 3 người (đại diện cho Hải, Lục, Không quân)
- Chủ nhiệm quân y: 1 người
- Sĩ quan tham mưu: từ 7 đến 10 người
- Sĩ quan cận vệ: 34 người

Dân sự
- Cục trưởng: 3 người (phụ trách 3 cục chuyên môn)
- Phó cục trưởng
- Bí thư
- Chủ nhiệm
- Phó chủ nhiệm

...

### Cơ quan trực thuộc
- Cục 1: phụ trách soạn thảo pháp luật, mệnh lệnh, công văn,... thường xuyên báo cáo cập nhật tình hình.
- Cục 2: bảo quản quốc ấn, quản lý chuyển phát công văn, công điện...
- Cục 3: phụ trách giao tế và việc đi lại.
- Phòng cơ yếu
- Phòng bảo vệ
- Phòng sự vụ công cộng
- Phòng nhân sự
- Các tổ chuyên môn

...

## Hình ảnh

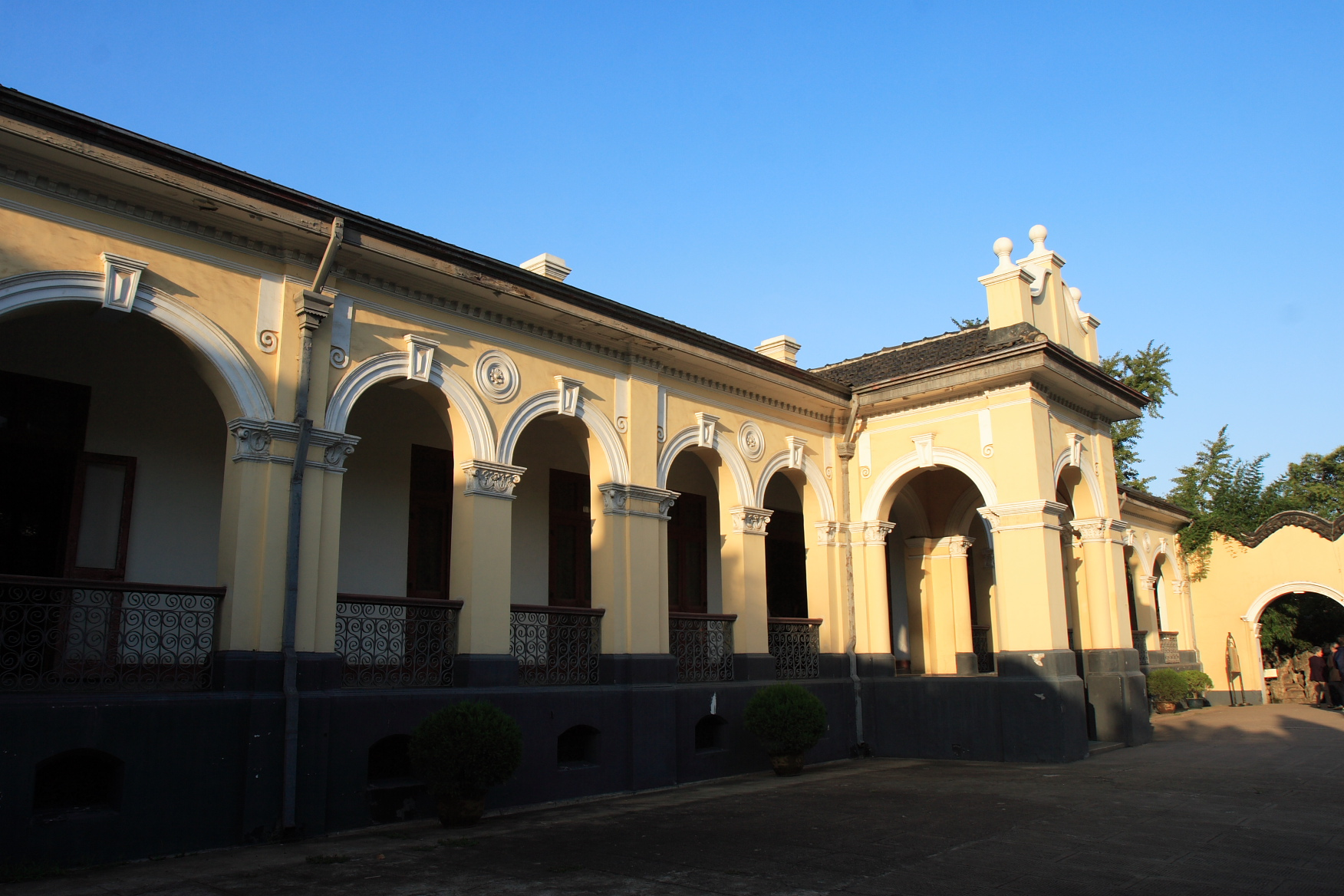
Phủ Tổng thống Nam Kinh 1912
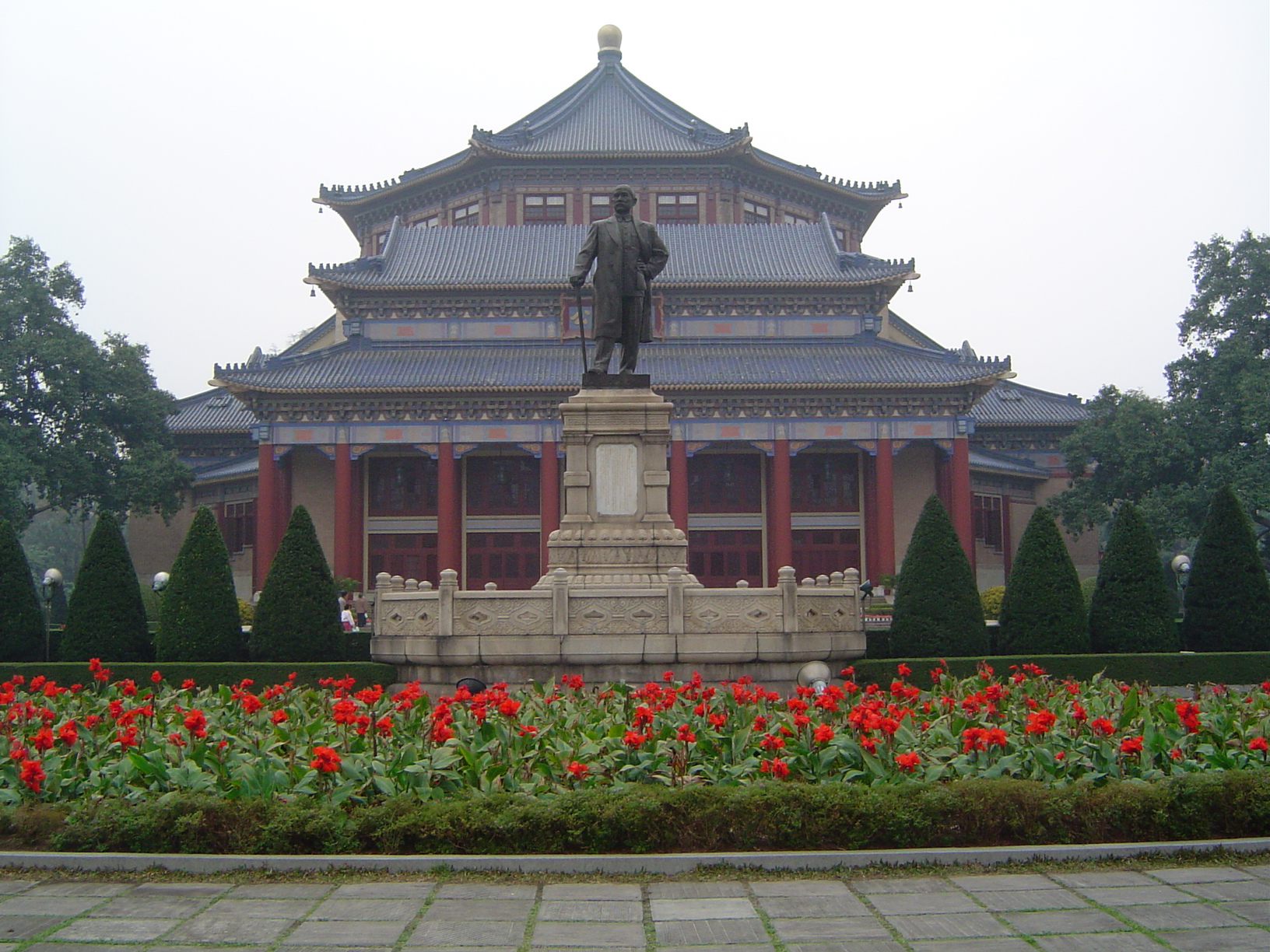
Di tích Phủ Tổng thống Quảng Châu 1917
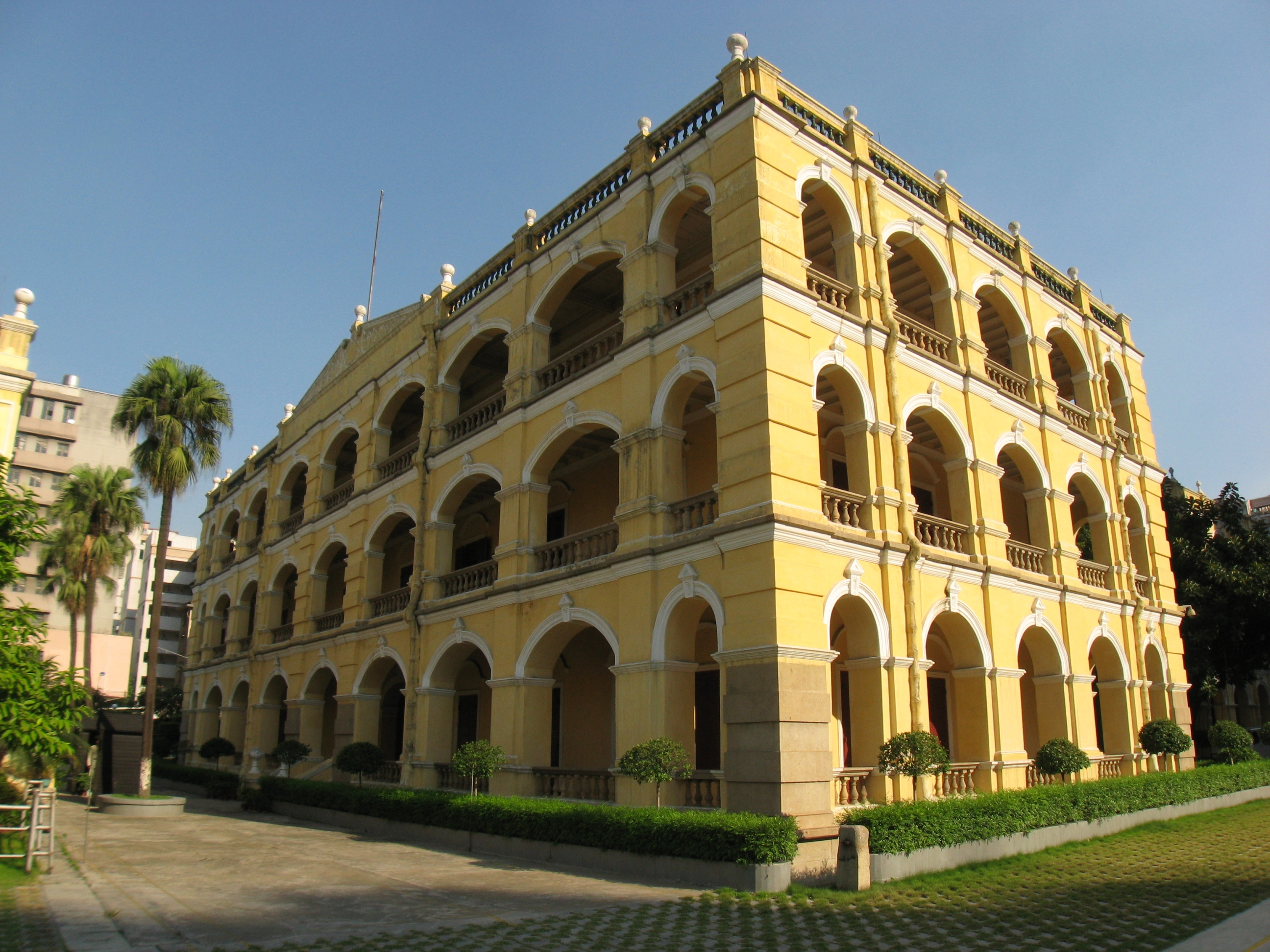
Di tích phủ Đại nguyên soái Quảng Châu 1923
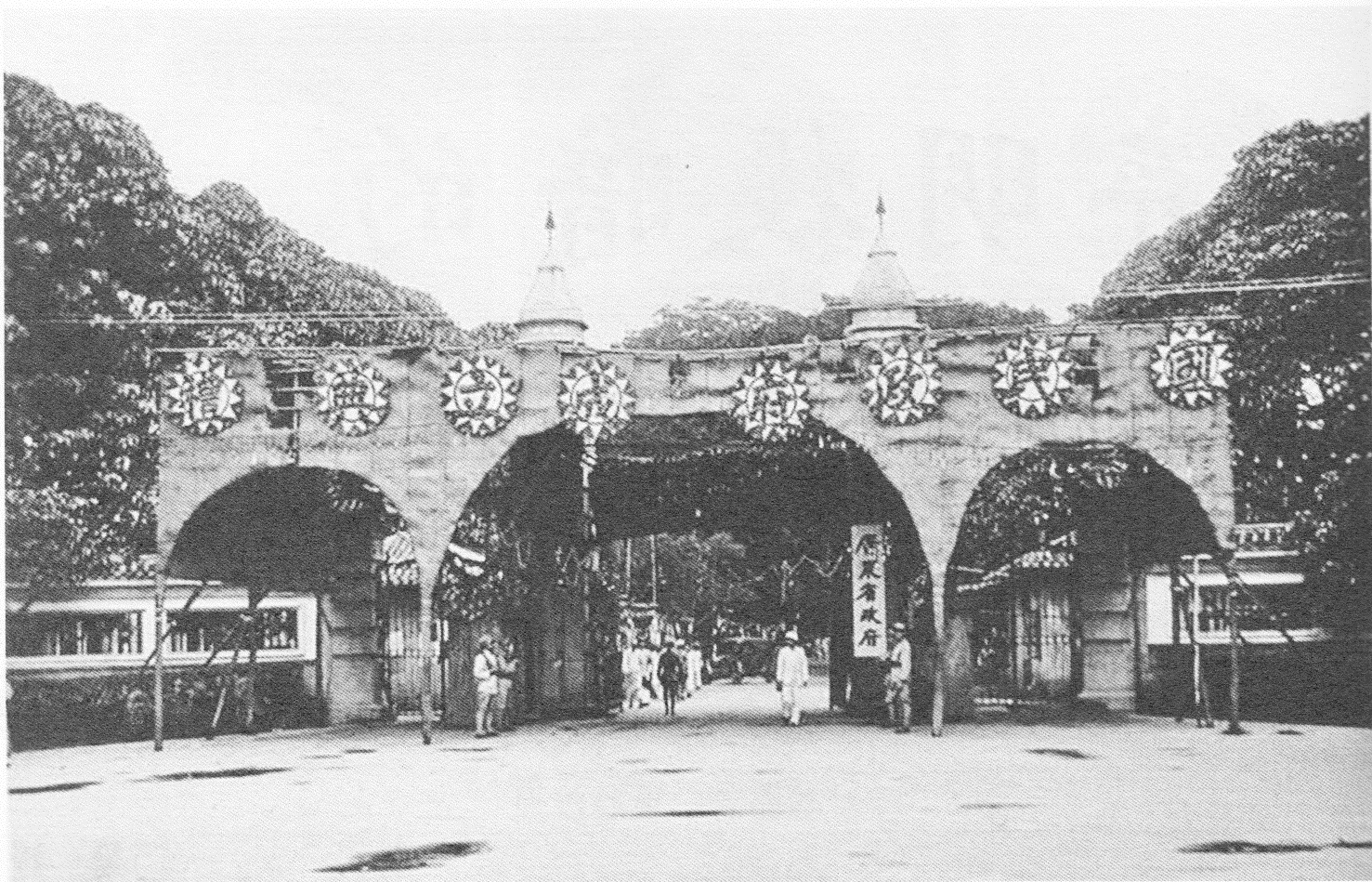
Văn phòng Quốc dân Chính phủ Quảng Châu 1925
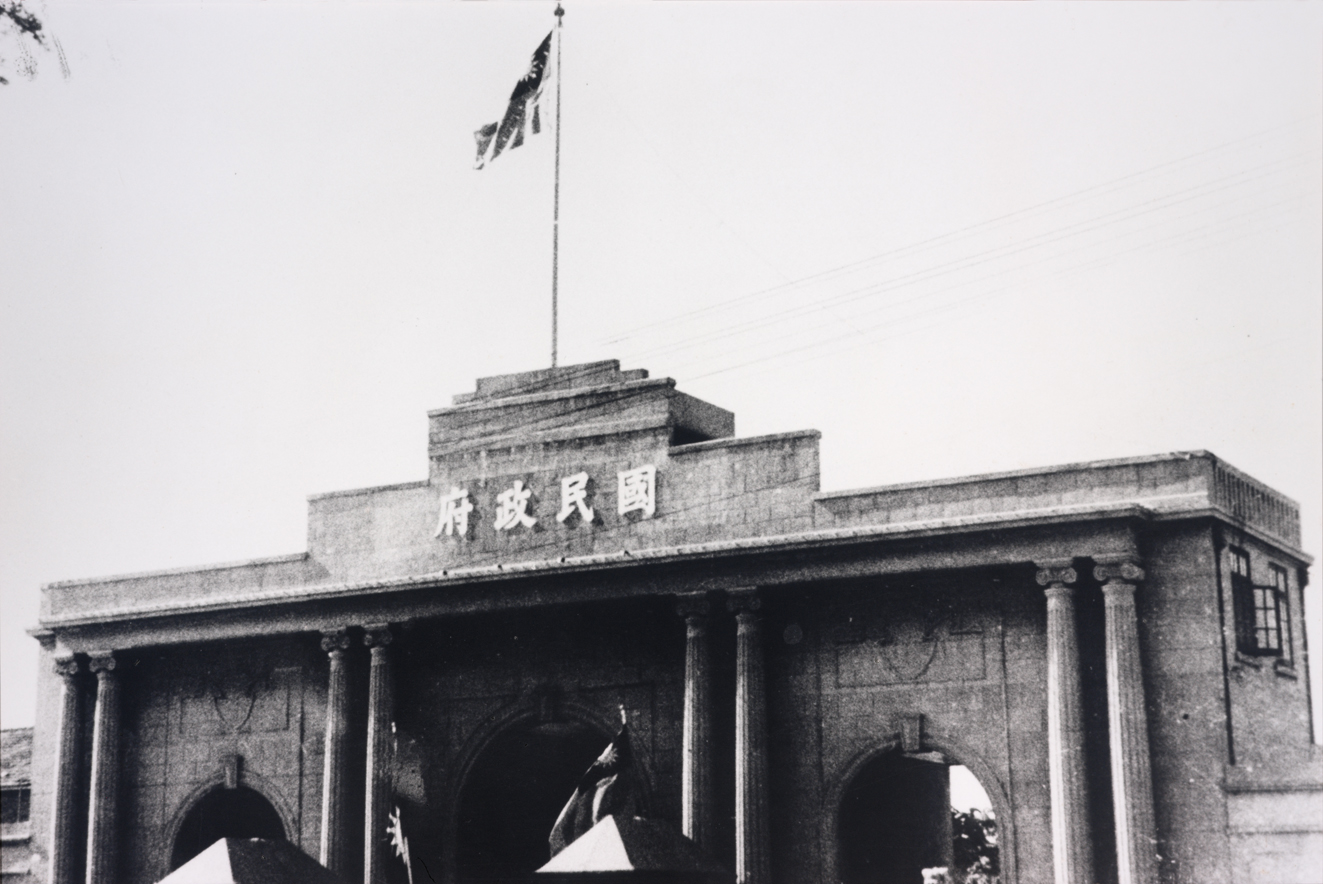
Văn phòng Quốc dân Chính phủ Nam Kinh 1927
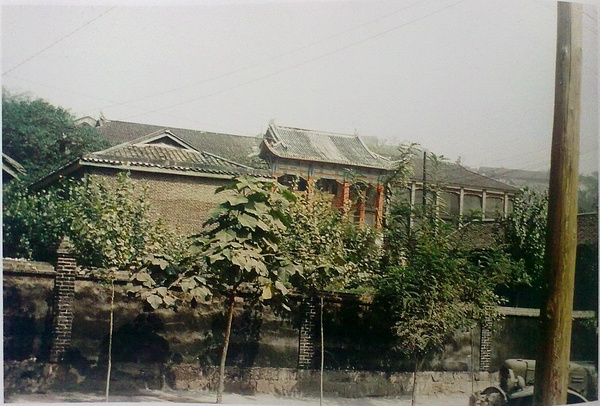
Văn phòng Quốc dân Chính phủ Trùng Khánh
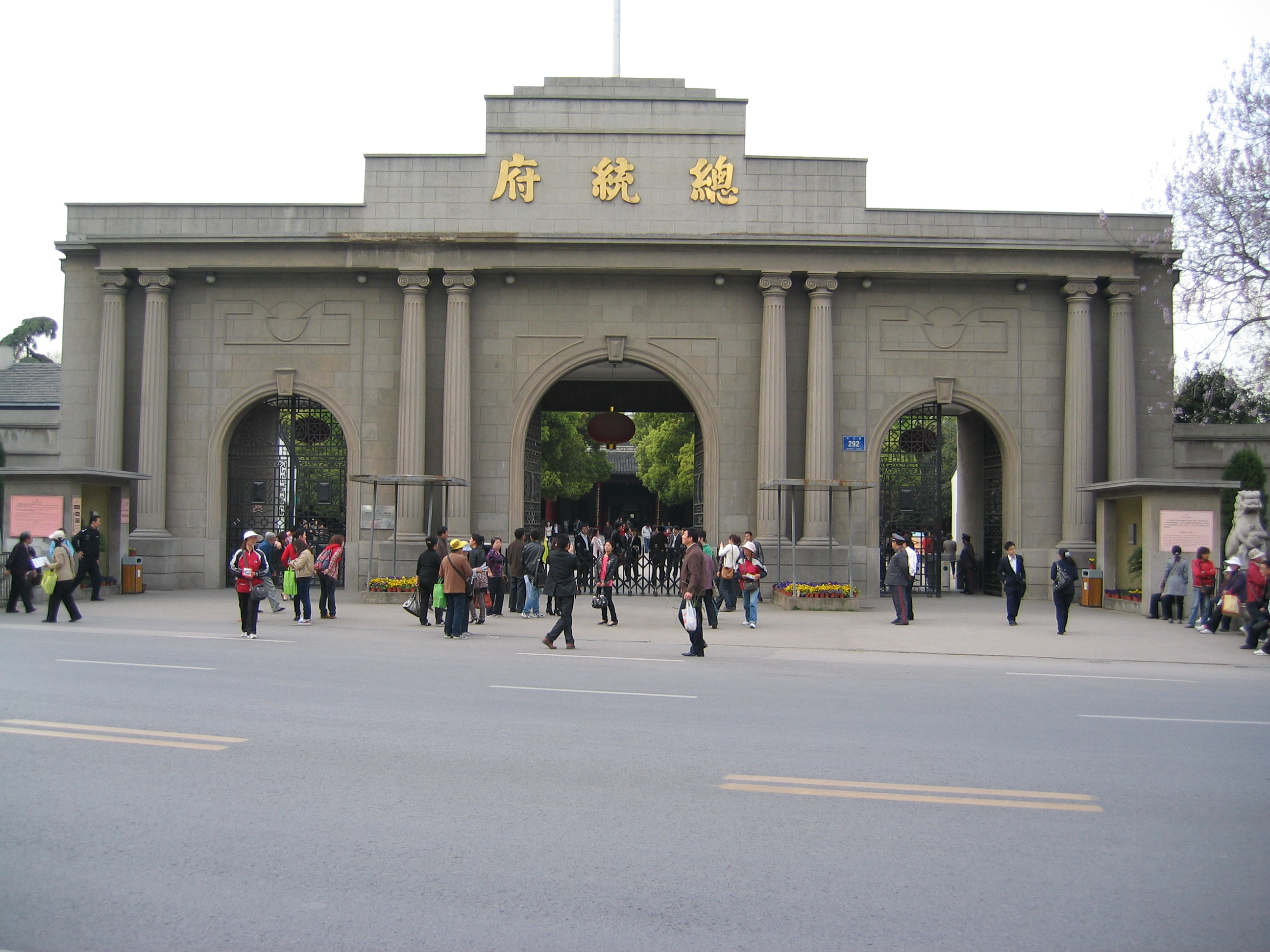
Di tích Phủ Tổng thống Nam Kinh 1948
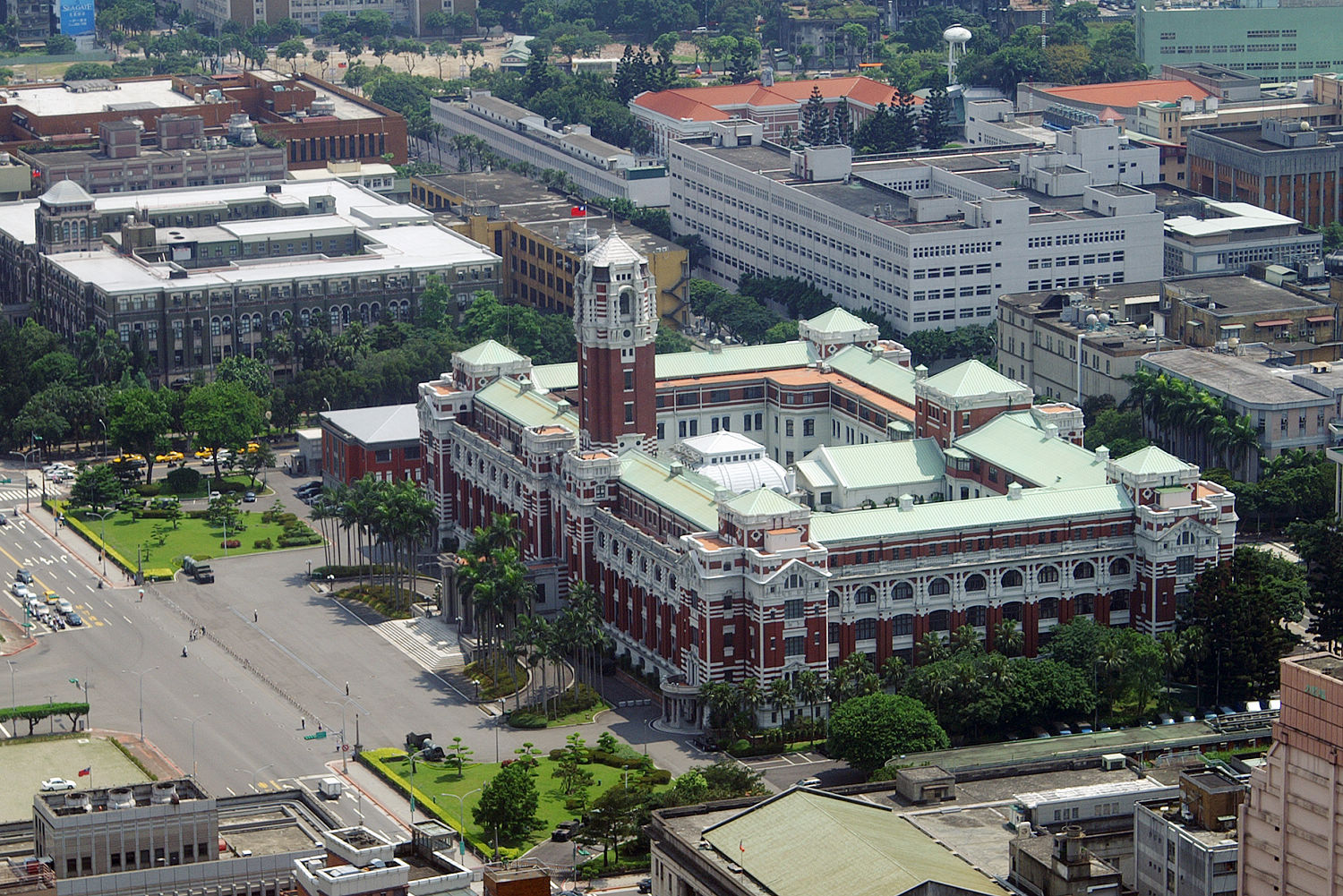
Phủ Tổng thống ngày nay tại Đài Bắc